# L'Article 330
L'Article 330 est une pièce de théâtre de Georges Courteline. Cette comédie en un acte est créée le 12 décembre 1900 au Théâtre Antoine dans une mise en scène d'André Antoine.

## Titre
« L’article 330 » du code pénal, c’est le délit d'outrage public à la pudeur qui donne son titre à la pièce.

## Argument

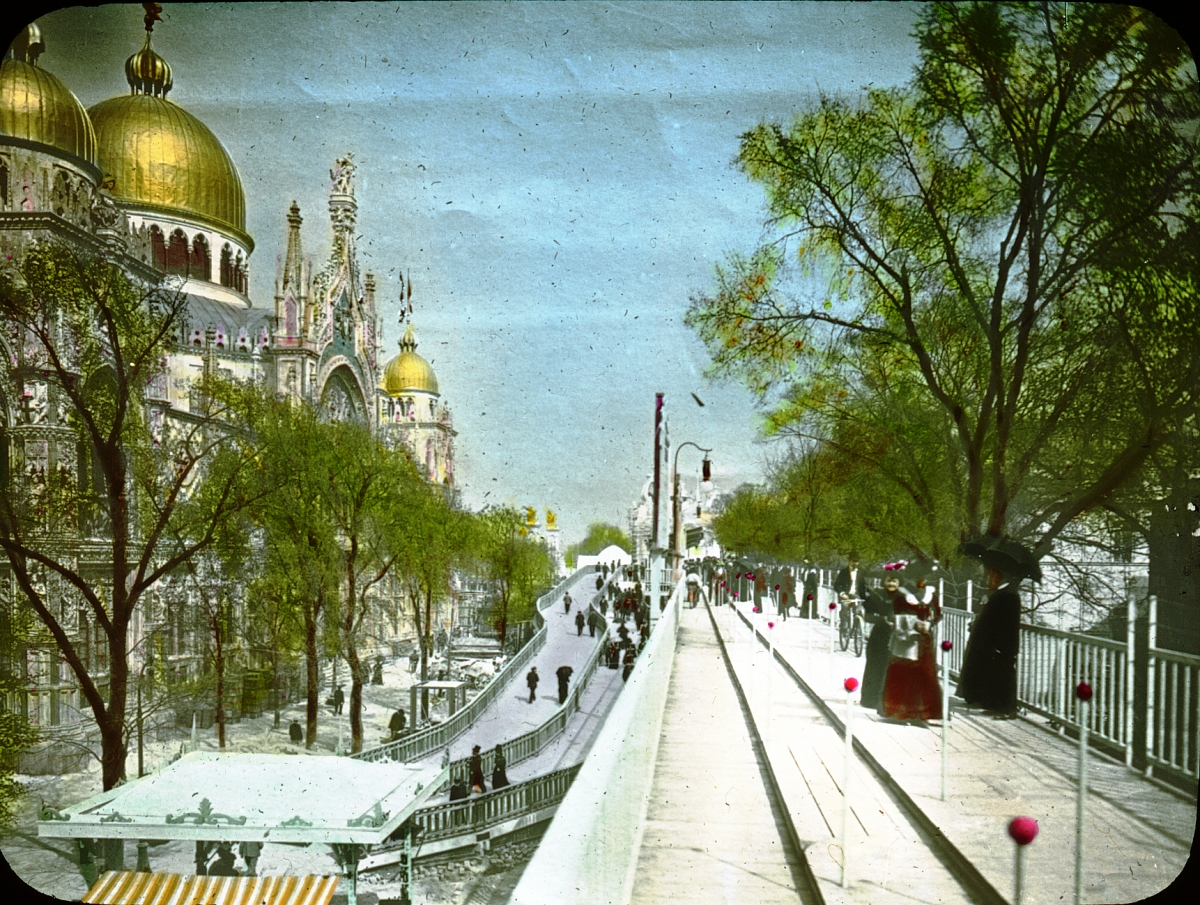
Le trottoir roulant de l'Exposition universelle de Paris de 1900

Monsieur La Brige se trouve au Palais de Justice. Accusé « d'outrage public à la pudeur » (article 330 de l'ancien Code pénal) par le ministère public, il expose sa vision des faits et organise sa défense face au président d'audience, à l'huissier et au substitut. En effet, La Brige a profité du fait que son logement se trouve tout près et à la hauteur du trottoir roulant de l'Exposition universelle dénommé la « Rue de l'Avenir » pour exposer son postérieur aux usagers dudit trottoir : 

« nous avons nettement distingué, au fond d’un appartement, révélé à tout un chacun par l’écartement d’une croisée grande ouverte, une sorte de sphère imparfaite, fendue dans le sens de la hauteur, offrant assez exactement l’aspect d’un trèfle à deux feuilles, et que nous avons reconnue pour être la partie inférieure et postérieure d’une personne courbée comme pour baiser la terre. »

La Brige expose sa vision des faits et organise sa défense face au tribunal : il aurait montré son derrière aux visiteurs de l’Exposition universelle, exaspéré des quolibets qu’ils lui jetaient en passant devant ses fenêtres ouvertes, en empruntant le trottoir roulant. Avant de reconnaître les faits, monsieur La Brige avait auparavant expliqué au substitut que s'il était penché les fesses en arrière, c'est parce qu'il cherchait une pièce de deux sous glissée sous un meuble et qu'il tâchait de la ramener à lui avec le bout de son parapluie.

## Distribution

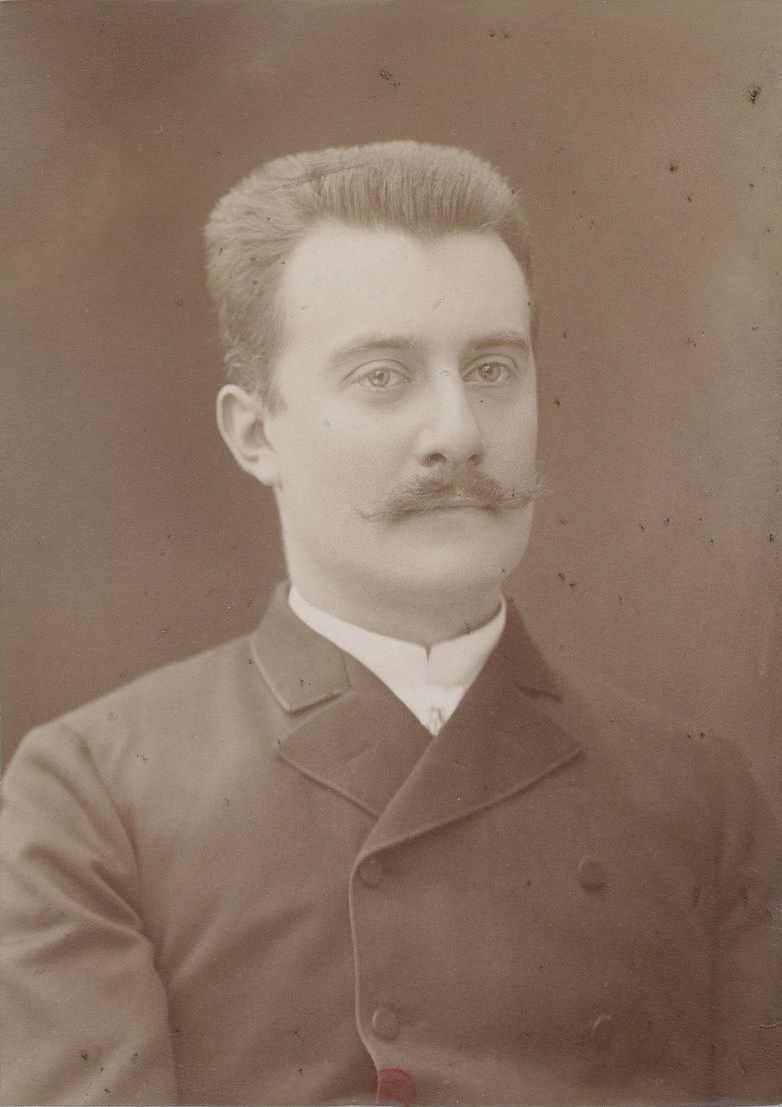
Camille Dumény interprète le rôle de La Brige

- Camille Dumény dans le rôle de La Brige
- André Antoine dans le rôle du Président
- Gabriel Signoret dans le rôle du Substitut
- Tunc dans le rôle de l'Huissier

## Réplique célèbre
- « Neuf fois sur dix, la loi, cette bonne fille, sourit à celui qui la viole. » (La Brige)